# Ljudmila Ananka
Ljudmila Arkadsjeuna Ananka (belarussisch Людміла Аркадзьеўна Ананька; * 19. April 1982 in Nawahrudak, Weißrussische SSR, Sowjetunion) ist eine ehemalige belarussische Biathletin. Sie ist zweifache Staffeleuropameisterin und startete zweimal bei Olympischen Spielen.

## Karriere

### Viele Medaillen im Juniorenbereich und Olympiadebüt (2000–2003)
Ljudmila Ananka gab ihr internationales Debüt bei den Europameisterschaften der Junioren 2000 in Zakopane. Mit der Staffel gewann sie hier die Silbermedaille, im Sprint wurde sie Fünfte. Im selben Jahr verpasste sie bei den Juniorenweltmeisterschaften in Hochfilzen als Vierte mit der Staffel eine Medaille nur knapp. Im Jahr darauf startete sie wieder bei den Junioreneuropameisterschaften in Haute-Maurienne und den Juniorenweltmeisterschaften in Chanty-Mansijsk. Bei letzteren gewann sie Bronze in der Verfolgung und wurde mit der Staffel Vierte. Erfolgreich verliefen auch die Juniorenweltmeisterschaften 2002 in Ridnaun, wo sie Bronze im Sprint gewann und in der Verfolgung wie auch mit der Staffel den fünften Rang belegte. Höhepunkt der Saison sollte die Teilnahme an den Olympischen Spielen 2002 in Salt Lake City werden, doch beendete sie ihr Rennen über 15 Kilometer nicht. Immerhin verliefen die Junioreneuropameisterschaften in Kontiolahti erfolgreicher für Ananka, sie gewann Silber im Einzel und Bronze mit der Staffel. Daraufhin sollte sie in Lahti und am Holmenkollen in Oslo jeweils im Biathlon-Weltcup debütieren, trat jedoch beide Male nicht an.
In der folgenden Saison 2002/03 gab sie zunächst ihr Debüt im Europacup. Nach guten Leistungen in Obertilliach gab sie dann auch ihr Weltcupdebüt in Ruhpolding. Hier wurde sie in der Damen- (6.) und Mixed-Staffel (4.) eingesetzt. Bei den Juniorenweltmeisterschaften in Kościelisko konnte sie 2003 erstmals einen Titel gewinnen, den im Sprint. Am Holmenkollen lief sie anschließend mit der Weltcupstaffel auf den zweiten Platz und debütierte im Einzel (38.). Schließlich nahm sie auch noch an den Junioreneuropameisterschaften in Forni Avoltri teil und gewann dort Silber in Sprint, Verfolgung und mit der Staffel. Höhepunkt der Saison wurden die Biathlon-Weltmeisterschaften 2003 in Chanty-Mansijsk, wo Ananka mit der Staffel Vierte wurde. Im Sommer 2003 lief sie bei der Sommerbiathlon-WM in Forni Avoltri ihre letzten Juniorenbewerbe, mit der Staffel gewann sie dort Gold.

### Top-10 im Weltcup und zweite Olympiateilnahme (2003–2007)
Ab der Saison 2003/04 gehörte Ananka zum belarussischen Weltcup-Kader. Allerdings konnte sie erst beim Saisonabschluss am Holmenkollen als 15. im Sprint erstmals Punkte erlaufen. Bei den Europameisterschaften in Minsk konnte sie 2004 erstmals Silber mit der Seniorenstaffel gewinnen. Die Saison 2004/05 verlief bis auf ein paar annehmbare Staffelrennen nicht gut. Ihre besten Ergebnisse konnte sie erst bei den Biathlon-Weltmeisterschaften 2005 in Hochfilzen als 20. im Sprint und 18. in der Verfolgung erreichen. Mit der Staffel gewann sie Weltmeisterschaftsbronze. An den Olympischen Spielen 2006 in Turin nahm sie im Sprint (42.) und in der Verfolgung teil, die sie jedoch nicht beendete. Die Saison 2006/07 wurde schließlich Anankas erfolgreichste. So erzielte sie nach durchwachsenem Saisonbeginn in Oslo erstmals zwei Top-Ten-Resultate auf und beendete den Winter auf Rang 35 der Gesamtwertung. Zudem konnte sie gute Leistungen bei den Biathlon-Weltmeisterschaften 2007 in Antholz zeigen, Ananka wurde 16. im Einzel und Fünfte mit der Staffel. Auch an der EM nahm die Belarussin erneut teil und gewann neben Staffelgold auch erstmals eine Einzelmedaille.

### Weltcupmittelfeld und Rennausfälle (2007–2010)
In den Jahren 2007 bis 2009 sammelte Ananka zwar weiterhin Weltcuppunkte, im Gegensatz zu den drei bis vier Jahre jüngeren Nadseja Skardsina und Darja Domratschawa, mit denen sie meistens die Staffeln bestritt, ließen die Ergebnisse allerdings nach. Außerdem kam hinzu, dass die Belarussin viele Rennen nicht antrat oder vorzeitig aufgab. So beendete sie 2008/09 zwei Drittel der Wettkämpfe, 2009/10 war es nur noch die Hälfte aller Rennen. Ihren letzten Bewerb lief Ljudmila Ananka Mitte Dezember 2009, Anfang 2010 gab sie ihr Karriereende bekannt.

## Statistiken

### Weltcupplatzierungen
Die Tabelle zeigt alle Platzierungen (je nach Austragungsjahr einschließlich Olympische Spiele und Weltmeisterschaften).
- 1.–3. Platz: Anzahl der Podiumsplatzierungen
- Top 10: Anzahl der Platzierungen unter den ersten zehn (einschließlich Podium)
- Punkteränge: Anzahl der Platzierungen innerhalb der Punkteränge (einschließlich Podium und Top 10)
- Starts: Anzahl gelaufener Rennen in der jeweiligen Disziplin
- Staffel: inklusive Mixed- und Single-Mixed-Staffeln

| Platzierung         | Einzel | Sprint | Verfolgung | Massenstart | Staffel | Gesamt |
| ------------------- | ------ | ------ | ---------- | ----------- | ------- | ------ |
| 1. Platz            |        |        |            |             |         |        |
| 2. Platz            |        |        |            |             | 1       | 1      |
| 3. Platz            |        |        |            |             | 3       | 3      |
| Top 10              |        | 1      | 1          |             | 20      | 22     |
| Punkteränge         | 4      | 9      | 4          | 3           | 23      | 43     |
| Starts              | 18     | 44     | 16         | 3           | 23      | 104    |
| Stand: Karriereende |        |        |            |             |         |        |

### Olympische Winterspiele
Ergebnisse bei Olympischen Winterspielen:
|                                                | Einzelwettbewerbe | Einzelwettbewerbe | Einzelwettbewerbe | Einzelwettbewerbe | Staffelwettbewerbe |
| Einzel                                         | Sprint            | Verfolgung        | Massenstart       | Damenstaffel      |                    |
| ---------------------------------------------- | ----------------- | ----------------- | ----------------- | ----------------- | ------------------ |
| Olympische Winterspiele 2002 \| Salt Lake City | DNF               | –                 | –                 | –                 | –                  |
| Olympische Winterspiele 2006 \| Turin          | –                 | 42.               | DNF               | –                 | 4.                 |

### Biathlon-Weltmeisterschaften
2006 wurde eine reine Mixedstaffel-WM ausgetragen. Ergebnisse bei den Weltmeisterschaften:
| Weltmeisterschaften | Weltmeisterschaften         | Einzelwettbewerbe | Einzelwettbewerbe | Einzelwettbewerbe | Einzelwettbewerbe | Staffelwettbewerbe | Staffelwettbewerbe |
| Jahr                | Ort                         | Einzel            | Sprint            | Verfolgung        | Massenstart       | Damenstaffel       | Mixedstaffel       |
| ------------------- | --------------------------- | ----------------- | ----------------- | ----------------- | ----------------- | ------------------ | ------------------ |
| 2003                | Chanty-Mansijsk             | DNF               | –                 | –                 | –                 | 4.                 | –                  |
| 2005                | Hochfilzen/ Chanty-Mansijsk | 48.               | 20.               | 18.               | 27.               | 3.                 | 12.                |
| 2006                | Pokljuka                    | –                 | –                 | –                 | –                 | –                  | 24.                |
| 2007                | Antholz                     | 16.               | –                 | –                 | –                 | 5.                 | –                  |

### Jugend-/Juniorenweltmeisterschaften
Ergebnisse bei den Jugend- und Juniorenweltmeisterschaften:
| Weltmeisterschaften | Weltmeisterschaften | Einzel | Sprint | Verfolgung | Staffel |
| Jahr                | Ort                 | Einzel | Sprint | Verfolgung | Staffel |
| ------------------- | ------------------- | ------ | ------ | ---------- | ------- |
| 2000                | Hochfilzen          | –      | 23.    | 22.        | 4.      |
| 2001                | Chanty-Mansijsk     | 16.    | 11.    | 3.         | 4.      |
| 2002                | Ridnaun             | DNF    | 3.     | 5.         | 5.      |
| 2003                | Kościelisko         | 3.     | 1.     | 10.        | 5.      |